# سام هيوز (لاعب كرة قدم)
سام هيوز (بالإنجليزية: Sam Hughes)‏ هو لاعب كرة قدم بريطاني في مركز الدفاع، ولد في 15 أبريل 1997 في West Kirby ‏ في المملكة المتحدة. لعب مع سالفورد سيتي.